# Huancavelica (departement)
Huancavelica är ett av 24 departement i Peru.

## Geografi
Huancavelica är ett departement med mycket berg och dalar, genom departemento flyter stora floder såsom Mantaro, Pampas och Huarpa. Mantarofloden, som kommer från Huancayo, har gjort det möjligt att anlägga ett av de största vattenkraftverken i Pongor, vilket för närvarande ger cirka 800.000 kW.

## Administrativ indelning
Huancavelicadepartementet är indelat i sju provinser och 101 distrikt.
Provinserna är, med huvudorterna inom parentes:
- Huancavelica (Huancavelica)
- Acobamba (Acobamba)
- Angaraes (Lircay)
- Castrovirreyna (Castrovirreyna)
- Churpampa (Churpampa)
- Huaytará (Huaytará)
- Tayacaja (Pampas)

## Ekonomi
Departementet har stora fyndigheter av guld, silver, koppar och kvicksilver.

## Historia
Regionen var i början efter conquistadorernas ankomst bara en anhalt på vägen mellan Lima och Cusco. Sedan hittade man kvicksilver och staden Villa Rica de Oropesa (nuvarande Huancavelica) grundades. Utvinningen av kvicksilver hade dock i praktiken upphört vid slutet av kolonialtiden. Regionen var sedan i stort sett bortglömd av staten, vilket fick till följd av terrorismen under slutet av 1900-talet fick stöd här av delar av befolkningen. En stor utvandring skedde samtidigt på grund av detta till bland annat Junin-provinsen och till kusten och Lima.

## Intressanta data
Urbanisationsgrad är 26,1%.